# 장하석
장하석(張夏碩, 1967년 3월 26일 ~)은 미국의 과학사학자 겸 과학철학자이다. 현재 케임브리지 대학교에서 과학역사철학 학부의 한스 라우징 교수좌 교수로 재직중이다. 2012년부터 2014년까지 브리티시 소사이어티 포 더 히스토리 오브 사이언스(British Society for the History of Science)의 회장을 역임하였다.
장하석의 주요 연구 분야는 화학, 물리 분야의 과학사와 과학철학, 양자 역학 측정, 과학적 실재론, 과학적 증거와 과학적 방법, 그리고 실용주의 등이다.

## 어린 시절과 교육
장하석은 1967년 서울에서 태어났다. 아버지 장재식은 당시 공무원이었다(후에 정치인이 된다). 어머니 최우숙은 교사로 재직하였다. 경제학자 장하준은 그의 형이고, 고려대학교의 장하성 교수는 사촌이다. 장하석은 심리치료사인 그레첸 지글라와 결혼하였다.
장하석은 매사추세츠주의 노스필드 마운트 허몬 스쿨에 들어갔고, 메사추세스 햄프셔 컬리지에서 교환 학생으로 공부하였다.1989년 캘리포니아 공과대학교를 졸업하고 이론 물리학과 과학 철학을 전공으로 이학 학사 학위를 취득하였다. 1993년 스탠포드 대학교에 입학하였고 《측정과 양자물리학의 분화》로 박사 학위를 받았다.

## 경력과 수상
장하석은 하버드 대학교에서 1993년 7월부터 1994년 12월까지 물리학 연구자였으며, 1995년 영국으로 이사하여 유니버시티 칼리지 런던의 과학 기술학 학부에서 강사로 일하였다. 2010년에는 케임브리지 대학교로 이직하여, 한스 라우싱(Hans Rausing) 교수가 되었다.
장하석은 BBC 포의 프로그램인 《쇼크 앤드 오》(Shock and Awe: The Story of Electricity →충격과 공포: 전기 이야기), 채널 4의 《지니어스 오브 브리튼》(Genius of Britain: The Scientists Who Changed the World →영국의 천재: 세상을 바꾼 과학자들)의 자문으로 일하였다. 2008년 미국의 인기 과학 텔레비전 프로그램인 《노바》(Nova)에 출연하였으며, 2011년 BBC의 《호라이즌》(Horizon)에서 방영된 ⟨왓 이즈 원 디그리?⟩("What Is One Degree?" →1도는 무엇인가?) 에피소드에도 출연하였다. 2014년 2월부터 5월까지 EBS에서 방영된 《장하석의 과학, 철학을 만나다》에 출연하였다.
장하석은 커미티 포 인티그레이티드 히스토리 앤드 펄라서피 오브 사이언스(Committee for Integrated History and Philosophy of Science)와 소사어티 포 펄라서피 오브 사이언스 인 프랙티스(Society for Philosophy of Science in Practice)의 창립 회원이다. 또한 2012년부터 2014년까지 브리티시 소사이어티 포 더 히스토리 오브 사이언스(British Society for the History of Science)의 회장으로, 2014년부터 2015년까지 부회장으로 재임하였다. 2006년에 《온도계의 철학》(Inventing Temperature: Measurement and Scientific Progress)으로 러커토시 상(Lakatos Award)을 수상하였으며, 《이즈 워터 H
2O?》(Is Water H
2O?)로 퍼르낸도 길 국제상(Fernando Gil International Prize for the Philosophy of Science)을 수상하였다. 2016년 5월 10일 왕립학회에서 윌킨스 버널 메더와 강의(Wilkins-Bernal-Medawar Lecture)를 진행하였다.

## 저서 목록
- Inventing Temperature: Measurement and Scientific Progress (OxfordUniversityPress, 2004년 7월)
  - 온도계의 철학 (동아시아, 2013년 10월, ISBN 9788962620740)
- Is Water H
2O?: Evidence, Realism and Pluralism (Springer, 2012년)
  - 물은 H₂O인가? : 증거론, 실재론, 다원주의 (김영사, 2021년, ISBN 9788934988861)
- 인문의 길, 인간의 길 (한길사, 2016년 9월)
- 장하석의 과학, 철학을 만나다 (지식채널, 2014년 11월)

## 가족 관계
- 장진섭 - 증조부
  - 장병상(張柄祥, 1899 ~ 1958) - 조부 (독립운동가. 상하이 임시정부 활동)
    - 장정식 - 백부 (전 전남대 의대 교수)
      - 장하종(張夏鍾, 1959 ~ ) - 사촌 (전 조선대 의대 교수)

    - 장충식(張忠植, 1929 ~ ) - 백부 (전 도의원, 한국닉스 대표이사)
      - 장하진(張夏眞, 1951 ~ ) - 사촌 (전 여성가족부 장관. 전 충남대 교수)
      - 장하성(張夏成, 1953 ~ ) - 사촌 (고려대 경영학과 교수, 대통령 비서실 정책실장)
      - 장하용 - 사촌 (사업가)
      - 장하경(張夏慶, 1957 ~ ) - 사촌 (광주대 교수)
      - 장하원(張夏元, 1959 ~ ) - 사촌 (옥스퍼드대 경제학 박사, 하나금융 경영연구소장, 전 열린우리당 정책실장)

    - 장영식(張榮植, 1932 ~ ) - 백부 (뉴욕대 교수, 전 한국전력 사장)
      - 장하상 -사촌 (보잉 이사)
      - 장진애 -사촌 (변호사)

    - 장재식(張在植, 1935 ~ ) - 친부
      - 장하준(張夏準, 1963 ~ ) - 형 (케임브리지대 경제학 교수, 경제학자)
      - 장하석(張夏碩, 1967 ~ ) - 본인